# Suctobelbella praeoccupata
Suctobelbella praeoccupata är en kvalsterart som beskrevs av Subías 2004. Suctobelbella praeoccupata ingår i släktet Suctobelbella och familjen Suctobelbidae. Inga underarter finns listade i Catalogue of Life.